# Quéo rosalbin
Genre
Espèce
Statut de conservation UICN

 LC3.1 : Préoccupation mineure
Le Quéo rosalbin (Rhodinocichla rosea), aussi appelé Tangara quéo, est une espèce de passereaux appartenant à la famille des Thraupidae. C'est la seule espèce du genre Rhodinocichla.

## Répartition
Cet oiseau se trouve au Mexique, au Costa Rica, au Panama, en Colombie et au Venezuela.

## Habitat
Il vit dans les forêts sèches tropicales et subtropicales, les forêts humides subtropicales ou tropicales en plaine et les anciennes forêts fortement dégradées.